# Krisztus második eljövetele
Krisztus második eljövetele egy szóval kifejezve parúzia, jövendöléseken alapuló keresztény és iszlám hit, amely Jézusnak a Földre való visszatérésére vonatkozik.
Az Újszövetségben megtalálható prófétikus esemény a keresztény eszkatológia része, amely véglegessé fogja tenni az első messiási eljövetel eredményeit; úgy mint a feltámadást, az ígéretet az ítélet napja bekövetkezéséről, majd Isten országa megalapítását.
A különböző keresztény felekezetekben többféle nézet alakult ki az eljövetel természetéről, időpontjáról, lefolyásáról.
A keresztények nagy része úgy gondolja, hogy Jézus második eljövetele az utolsó eljövetele is egyben: első és utolsó, a kezdet és a vég, Alfa és Omega (Jel 1,8; 21,6; 22,13).

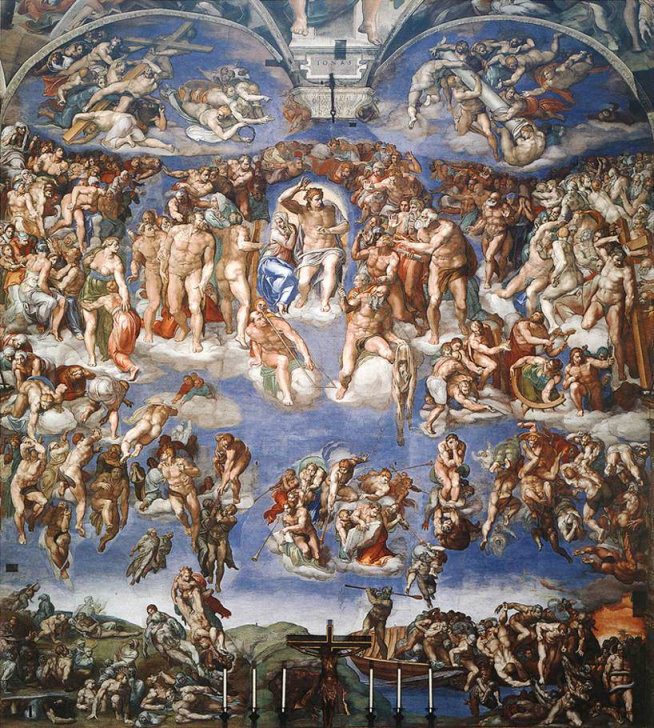
Michelangelo Buonarroti - Utolsó ítélet

## Terminológia
Többféle kifejezés is használatos a magyar nyelvben: az Úr második eljövetele, Krisztus második eljövetele, második eljövetel, második advent, megjelenés, Jézus visszatérése stb.
Az eljövetel időpontjára utalnak így is: 
- Az a Nap,[2]
- Az Úr Napja,[3]
- Krisztus napja,[4]
- Az ember Fiának Napja,[5]
- Az utolsó nap.[6]

Jézus tanítása és beszédei alapján nem állapítható meg az esemény időpontja, de vázolja annak körülményeit (A nemzetek megítélése. Mt 24,27; 25,31).

### Advent
Az advent a latin adventus szóból származik, mely eljövetelt jelent. (1Kor 15,23), (2Tes 2,1-9)

### Epifánia
A szó "megjelenést" jelent. Hat alkalommal használja az Újszövetség az epifánia kifejezést, epiphaneia (ἐπιφάνεια), (ebből 5 alkalommal Jézus visszatérésével kapcsolatban).

### Parúzia
A parúzia (παρουσία, parousia) szónak két jelentése van:
- eljövetel, megérkezés
- jelenlét.

A parúzia, jelentős keresztény állásponttá, az üdvtörténet központi elemévé vált, avval hogy Krisztus ekkor tartja a világ → végítéletét.
Jelentőségét mutatja, hogy az újszövetségben a 'parousia' (παρουσία) szót 24 alkalommal használták.
A parousia szó az eredeti szövegben a következő igeszakaszokban található meg: (Mt 24,3; 27, 37, 39); (1Kor 15,23); (1Thessz 2,19; 3,13; 4,15; 5,23); (2Thessz 2,1; 8-9); (Jak 5,7-8); (2Pét 1,16; 3: 4,12); (1Jn 2,28).

### Apokalipszis
Az apokalipszis (ἀποκάλυψις) szóval is utalnak rá.

### Az iszlámban
Az iszlámban az el-rázsá (arab : الرجعة) kifejezést használják Jézus második eljövetelére, melyet leggyakrabban a síita muszlimok használják.

## A Bibliában
Jézus az evangéliumokban leírt életét és tevékenységét az "első eljövetele"-ként jellemzik. Ezért a következő alkalom, amikor Jézus majd ismét a Földre száll, már a második lesz. Ekkor történik meg a halottak feltámadása, a végítélet és Isten királyságának felállítása. A jelenlegi világrendszer véget ér.

### Ószövetségi hivatkozás
Dániel próféta Krisztus előtt 5-6 évszázaddal leírta látomását a Messiásról, akinek első eljövetelére utalást adott, és másik látomásában az ég felhőin közeledő Emberfiáról ír. Az Újszövetségben Jézus magáról beszél, mikor azt mondja, „Emberfia” – ezzel a Dániel könyvének apokaliptikus szakaszaiban lefestett Messiás képét alkalmazza magára.[2] Dániel 7,13-14 szerint az ég felhőin emberalak érkezik. Hatalmat, méltóságot és királyságot kap, hogy megalapítsa a földön Isten országát. Ezt Dániel könyve eszkhata-ként és a világ végeként mutatja be. (Ld. Eszkatológia)
- Láttam az éjszakai látomásban: Jött valaki az ég felhőin, aki emberfiához hasonló volt; az öregkorú felé tartott, és odavezették hozzá. Hatalom, dicsőség és királyi uralom adatott neki, hogy mindenféle nyelvű nép és nemzet őt tisztelje. Hatalma az örök hatalom, amely nem múlik el, és királyi uralma nem semmisül meg.[13]

A Biblia gyakran említi az Emberfia kifejezést, amelyet sokan Jézussal azonosítanak.

### Az evangéliumokban
Az evangéliumokban szó van arról, hogy Jézus majd visszatér, és 
"amint a villám napkeleten támad és napnyugatig látszik, olyan lesz az Emberfiának eljövetele is."
Ugyanakkor Jézus gyakran úgy ígérte a visszajövetelét, hogy az még a kortársai életében bekövetkezik.
"Bizony, mondom nektek: nem járjátok végig Izrael városait, amíg el nem jön az Emberfia."
"Vannak itt állók, akik nem ízlelik meg a halált, míg meg nem látják az Isten országát hatalommal eljönni."
János evangéliuma is felhasználja az Emberfia képét, mikor az „utolsó napról” beszél (Jn 6,39-54), de itt már a holtak feltámasztásával összefüggésben. Ez a téma újból előkerül Jn 11,24-ben, ahol Márta Jézus eljövetelét egyfelől a feltámadással, másrészt az élettel hozza kapcsolatba, illetve Jn 14,3-ban, ahol Jézus azt mondja, „újra eljövök”, hogy tanítványai együtt lehessenek vele Atyja házában.

### Újszövetség egyéb irataiban
Amikor a tanítványokat megszólító angyalokról beszél, az Apostolok Cselekedete Jézus valós testben történő visszajövetelét említi: "Ezt mondták nekik: „Galileai férfiak! Mit álltok itt égre emelt tekintettel? Ez a Jézus, aki tőletek az égbe vétetett, úgy jön el ismét, amint szemetek láttára a mennybe ment.” (Ap Csel 1:11, SZIT)
Jézus ígéreteinek megfelelően az őskeresztények arra is számítottak, hogy Jézus még az életükben visszatér, ezért sokan feladták mindenüket, tartózkodtak mindenféle "világi" élettől, a hajadonok a megházasodástól; a hívők az egész életüket Isten országa várásának állították be.

## Időpontja
Az evangéliumokban Jézus gyakran beszél arról, hogy Isten Uralma már nagyon közel van. Több evangélista is rögzítette, hogy egy generáció sem telik el az ő országának megalakulásáig. Ezek a figyelmeztetések és ígéretek azoknak szólnak, akik újjászületnek szellemi testtel; zavarba ejtik azokat, akik úgy gondolják, hogy Jézus saját magáról beszélt [forrás?].
Néhány keresztény és a preterizmus hívei szerint az "ember Fiának dicsőséges eljövetele" már betöltetett, amikor Jézus kereszthalált halt. Jézus még életében gyakran az "ember Fiának" eseményeit a saját szenvedésével, halálával és feltámadásával kapcsolatban emlegette. Ez szimbolikusan is érthető; ez mindenkinek a szenvedése, az Ő utazása példája minden egyes ember spirituális útjának. Több biblia-tudós állítja, hogy Jézus passiójával számos, ha nem az összes Ó- és újszövetségi prófécia beteljesedett. Például:
- Jézus kijelenti, hogy senki sem tudja, hogy mikor jön el "az az idő, az az óra" (Márk 13,32-35). Majd amikor Júdás elárulja, kijelenti, hogy „eljött az óra; ímé az embernek Fia a bűnösök kezébe adatik” (Márk 14,41).
- Jézus kijelenti, hogy nem tudja senki,hogy mikor jön el az óra, „este-é vagy éjfélkor, vagy kakasszókor, vagy reggel?” (Márk 13,32-35). Az evangélium később így szól: „Mikor pedig este lőn, oda méne a tizenkettővel" (Márk 14,17). Majd így: „És másodszor szóla a kakas. És Péternek eszébe juta a beszéd, a melyet néki Jézus mondott vala, hogy mielőtt a kakas kétszer szólana, háromszor megtagadsz engem. És sírva fakada” (Márk 14,72). „És mindjárt reggel tanácsot tartván a főpapok a vénekkel és írástudókkal, és az egész tanács, megkötözvén Jézust, elvivék és átadák Pilátusnak” (Márk 15,1
- Ez a nemzetség. Jézus a következő kijelentését tette: „Bizony mondom néktek, el nem múlik ez a nemzetség, mígnem mindezek meglesznek” (Mát 24,34.); „Bizony mondom néktek, hogy el nem múlik ez a nemzetség, a míg meg nem lesznek mindezek” (Márk 13,30.); „Bizony mondom néktek, hogy e nemzetség el nem múlik, mígnem mind ezek meglesznek” (Lukács 21,32) – amelyet sokan úgy értenek, hogy Jézus idejében élő nemzedék meg fogja tapasztalni a második eljövetelt. Mások úgy vélik, hogy ezt nem szabad szó szerint venni; egyesek a zsidóságra vonatkoztatják, ugyanis a zsidók a történelmet szakaszokra bontják. Ádámtól Ábrahámig, Ábrahámtól a mózesi szövetségig stb. Jézus azt mondta az általa indított korszak a világ végéig fog tartani. Így Krisztussal új korszak kezdődött az Újszövetséggel, tehát az újszövetségi nemzedék. Ezt a korszakot jelölheti, amely végén fog bekövetkezni az eljövetele.[21]
- vagy jelenthet egy fajt, egy életviteli stílust képviselő személyek csoportját, amelyen ezek a dolgok beteljesülnek majd. [forrás?]
- A mormonizmus egy érdekes feltevést fogalmazott meg; szerintük vannak elváltozott testű személyek, akik itt maradhattak a Földön és továbbra is élnek (pl.: János evangélista), így az ő nemzedékük tényleg még nem múlt el.[22] Mások azt állítják, hogy ez a vers értelmezés nélkül marad, amíg Isten úgy nem akarja, hogy az emberiség megérthesse. C.S. Lewis író például azt mondta: ez a Biblia leginkább zavarba ejtő verse.[23]

### Előjelei[21]
- Kozmikus katasztrófák: Jézus kijelentései az apokalipszisről: „De azokban a napokban, … a nap elsötétedik, és a hold nem fénylik” (Márk 13:24); „… és az egekben levő hatalmasságok megrendülnek” (Márk 13,25). „És akkor meglátják az embernek Fiát eljőni felhőkben nagy hatalommal és dicsőséggel” (Márk 13:26). A beteljesedés Jézuson párhuzamba hozható a második eljövetelével, mert "úgy fog visszatérni, ahogy elment.": „Mikor pedig hat óra lőn, sötétség támada az egész földön kilencz óráig” (Márk 15:33); „És a templom kárpítja fölétől aljáig ketté hasada” (Márk 15,38) vagy „És ímé a templom kárpítja fölétől aljáig ketté hasada; és a föld megindula, és a kősziklák megrepedezének; És a sírok megnyílának, és sok elhunyt szentnek teste föltámada” (Máté 27,51-52); „Látván pedig a százados, a ki vele átellenben áll vala, hogy ekként kiáltva bocsátá ki lelkét, monda: Bizony, ez az ember Isten Fia vala!” (Márk 15,39)
- Az Emberfia jelének feltűnése: Egyes teológusok szerint a kereszt feltűnése. Más keresztény teológusok elképzelései szerint az „És akkor feltetszik az ember Fiának jele az égen. És akkor sír a föld minden nemzetsége, és meglátják az embernek Fiát eljőni az ég felhőiben nagy hatalommal és dicsőséggel” (Máté 24:30) verssor sokkal inkább ráillik az átváltozás tanítására, amelyet a Jelenések könyve ír le.
- Az evangéliumot hirdetni fogják minden népnek. "Csak akkor jön el a vég." (Mt 24,14). Mindenütt lesz lehetőség, hogy Krisztus mellett vagy ellene döntsenek.
- Hénoch és Illés újra megjelenik. A zsidó felfogás szerint ők a két tanú akik igazolják majd a Messiás második eljövetelét. A keresztények szerint Keresztelő szent János előzte meg Krisztust, benne Illés jött el (Lk 1,17), nem kell várni többet Illésre (Mt 11,14); (Mk 6,15).
- Az Antikrisztus fellépése. (1Jn 2,18-27), a bűn emberének, a kárhozat fiának (2Tesz 2,3) nevezi Pál apostol. Hamis Krisztusok, próféták (Mt24,24). János nem zárja ki hogy személyesen jelenik meg. A Jelenések könyvében a sárkányról, a vadállatról, sátán által vezetett seregek azokat a felforgató  erőket személyesíti meg, amelyek a történelem során szembe helyezkednek Krisztussal.
- Viszálykodások, gyötrelmek. Ugyancsak előzmény nemzet nemzet ellen támad, éhinség és ragály. (Mt 24,7-8)

Lásd még: Utolsó idő

### Jóslatok a második eljövetel időpontjára
| A második eljövetel időpontja | Szerző                      | Megjegyzések |
| ----------------------------- | --------------------------- | --- |
| 1844. október 22.             | William Miller (prédikátor) | A dátumot többször igazította, végül a karaita judaizmus naptárának utolsó napját jelölte meg. Miután a várakozások teljesítetlenek maradtak bekövetkezett a nagy kiábrándulásnak nevezett vallási korszak Amerikában; a Hetednapi Adventista Egyház és a Advent Christian Church ennek következtében jöhetett létre. |
| 1874                          | Charles Taze Russell        | Az időpontot a piramisok angolszász mértékegységben számított méreteiből és bibliai alapokon számolta ki. Ő volt az első, aki világméretű hírverést tudott csinálni a parausia időpontjának megjósolásával. Mivel nem következett be az armageddoni csata '74-ben, módosította az elméletét; az eljövetel láthatatlanul történt meg és a világ vége csak később, folyamatosan fog bekövetkezni, amelyre egyre több és több világban bekövetkező esemény, katasztrófa mutat majd rá. |
| 1914                          | Jehova Tanúi                | A doktrínájuk fontos részét képezi az évszám; '14-ben láthatatlanul a Mennyben alakult meg Isten Királysága, amely azóta láthatatlanul jelen van; az apokaliptikus második eljövetel pedig egy későbbi ismeretlen időpontban fog eljőni fizikailag tapasztalható jelekkel. Ez az interpretáció többszöri módosulás során alakult ki. |
| 1930-as évek                  | Rudolf Steiner              | Krisztus inkarnációja csak egyszer történt meg fizikailag. Krisztus második eljövetele az ember tudatfejlődésének függvénye. Az eljövetel feltétele valójában mindenekelőtt az ember felnövekedése egy magasabb szintre. Nem Jézus, az ember, hanem Krisztus az isteni lény jelenik meg az éterben az 1930-as évek elején, 1933-tól. Az éter a fizikai síkon túl létező életszféra, a legalacsonyabb érzékfeletti szint. Ez élteti belülről a fizikai élőlényeket is. Mivel az élet maga egy érzékfeletti szubsztancia, ezért Krisztus csak azok számára lesz látható, akik legalább rövid ideig képessé válnak az élet szférájának érzékfeletti megtapasztalására. Krisztus kezdetben kevés ember számára lesz megtapasztalható ebben az érzékfeletti szférában, de a következő 2000 év során egyre több embernek. Az antropozófusok jelentős része úgy gondolja, hogy a második eljövetel megtapasztalóinak jelentős része egyelőre az ún. halálközeli élményeket ("határtalan szeretettől áradó isteni lényt") átélt emberek körében található . |
| 1940-es évek és 1975 között   | Herbert W. Armstrong        | A Radio Church of God és a Worldwide Church of God pásztoraként több időpontot is megjelölt és nagyon sok emberhez juttatta el jóslatait. Könyve az 1956-ban kiadott 1975 in Prophecy! igen népszerű volt. |
| 1994                          | Harold Camping              | A Bible (rádió) alapítójaként és keresztény tanítóként kiadta az 1994 (könyv) című művét, melyben kifejtette, hogy még abban az évben eljön Jézus és a világ vége. |
| 1999 és 2009 között           | Jerry Falwell               | Fundamentalista prédikátorként azt állította 1999-ben, hogy a második eljövetel tíz éven belül bekövetkezik. |
| 1999                          | Nostradamus                 | Kijelentette, hogy az égből a terror nagy királya fog megérkezni. Néhány keresztény interpretáció szerint ez Jézus Második eljövetelével azonos esemény. Amikor ez nem következett be, Nostradamus követői – köztük Edgar Cayce – azt állította, hogy valamit elszámoltak és 1998-ban Jézus már megfogant, 1999-ben megszületett és a reinkarnációja a Földön él emberként. Nostradamus itt csillagászként valószínűsíthetően azt is pontosan ki tudta számítani, hogy 1999 nyarán (a korábbi naptár szerint júliusban, de a ma használatos Gergely-naptár szerint augusztus 11-én) Európán átvonuló napfogyatkozásra fog sor kerülni és ez pontosan értelmezhető az általa írt "rémület nagy királyának" megjelenésére. |
| Ezredforduló                  | Edgar Cayce                 | Ugyanabban a testben jön vissza mint azt Galileában felvett, és keresztre feszítették. A próféta 1932 körül válaszolt érdeklődőknek alvás közben. Egyik alkalommal azt mondta senki nem tudja mikor jön el, másik alkalommal az ezredfordulót jelölte meg. Az eljövetelt előkészítés kell megelőzze. Azonban Jézus szelleme többször eljött már Jozsuét is az Emberfia vezette |
| 2007. szeptember 13.          | Paul Sides                  | Sides ezt az időpontot jelölte meg a Bibliában említett háború és háborúkról szóló hírek (Máté 24:6) időszakának a végének, mivel hét év telik majd el az Oszlói Egyezmény (Oslo Accords) aláírásától kezdve. Míg ez az időpont el nem érkezik, Izrael állam területén háborúk fognak dúlni, de a végén visszakerül a szent föld a Messiás tulajdonába. |
| 2012                          | Jack Van Impe               | Az Amerikában híres TV-prédikátor, Impe több dátumot is megjelölt Jézus visszatérésének időpontjaként, amelyek nem teljesedtek be, így egyre hátrébb tolta az időpontot; a legutóbbi a 2012-es. Ma már nem állítja, hogy ismerné a pontos dátumot, de erős ráutalással él, hogy az emberek tudni fogják, amikor már közel lesz. |
| ismeretlen                    | Mun Szonmjong               | Moon tiszteletes és követői úgy gondolják, hogy ő a Második Advent Ura. Moont állítása szerint 15 éves korában maga Jézus Krisztus hívta el, amikor húsvét vasárnapján az egyik koreai hegyen volt. |
| ismeretlen                    | Master Beinsa Douno         | a mester kijelentette, hogy Krisztus megjelenésekor: „Christ Impulse will gradually penetrate into the human being and will take over guidance during the further development of the humankind (sic.). We are still in the beginning of all this now". |
| ismeretlen                    | Rasztafariánus mozgalom     | A mozgalom hívei hiszik, hogy Haile Selassie (Hailé Szelasszié) maga Jézus Második eljövetele – bár Hailé ezt sohasem erősítette meg. Akkor lett a Krisztus megtestesítője, amikor Etiópia uralkodójává avatták. A hívei várják, hogy harmadszor is visszatérjen, amikor is elhozza az apokalipszis napját és ítéletet tart. A rasztafari hívők úgy gondolják, hogy Jah Ras Tafari néven még mindig életben van. |
| ismeretlen                    | Patricia Mundorf            | 1995-től kezdődő Szűz Mária-jelenések üzenetei alapján Jézus visszatérését meg kell előznie, a Nagy figyelmeztetésnek, a Csodának, az Antikrisztus színre lépésének és bukásának, tűzesőnek, és három napos sötétségnek. Ebben az időszakban tisztul meg az emberiség és a zsidó nép "megtér". A Második Eljövetelben kellemes klíma lesz, tavaszi időjárás és Krisztus ezer évig fog uralkodni, új dolgokra tanít. Az életében stigmatizált Pietrelcinai Szent Pio ugyanezeket írta le. |
| 2012 után                     | Maria Divine Mercy          | 2010-től folyamatosan kap üzeneteket, az európai, álnéven fellépő látnok a Nagy figyelmeztetésről, Jézus eljöveteléről. "Senki sem fogja tudni Második Eljövetelem időpontját." "Drága, szeretett leányom, 2012 decemberében veszi kezdetét az a három és fél év, mely még hátravan a Szorongattatás időszakából." |

[forrás?]

### További elképzelések a második eljövetelről
- Baháalláh: az ő követői is úgy hiszik, hogy ő maga a „Visszatért Jézus”. Ezen felül azonosnak vélik még Maitréja, az 5. buddha reinkarnációjával. Számos próféciát látnak beteljesülni 1844-ben rajta és Bábon. Úgy gondolják, hogy a zsidók és keresztények az írások szó szerinti beteljesülését várták, de nem az következett be.[34]
- Emanuel Swedenborg és a The New Church szerint már megvolt a második eljövetel és az ítélkezés is; 1757 elején kezdődött és az év végére már be is fejeződött.[35]

## Más bibliai képek
A Mennybemenetelről beszél a Cselekedetek 1:6-12 versek:
6. Mikor azért azok egybegyűltek, megkérdék őt, mondván: Uram, avagy nem ez időben állítod-é helyre az országot Izráelnek? 7. Monda pedig nékik: Nem a ti dolgotok tudni az időket vagy alkalmakat, melyeket az Atya a maga hatalmába helyheztetett. 8. Hanem vesztek erőt, minekutána a Szent Lélek eljő reátok: és lesztek nékem tanúim úgy Jeruzsálemben, mint az egész Júdeában és Samariában és a földnek mind végső határáig. 9. És mikor ezeket mondotta, az ő láttokra felemelteték, és felhő fogá el őt szemeik elől. 10. És a mint szemeiket az égre függesztették, mikor ő elméne, ímé két férfiú állott meg mellettük fehér ruhában, 11. Kik szóltak is: Galileabeli férfiak, mit állotok nézve a mennybe? Ez a Jézus, a ki felviteték tőletek a mennybe, akképen jő el, a miképen láttátok őt felmenni a mennybe. 12. Akkor megtérének Jeruzsálembe a hegyről, mely hívatik Olajfák hegyének, mely Jeruzsálem mellett van, egy szombatnapi járóföldre. 
A jelenések könyve érzékletesen beszél az Ítélet Napjának apokaliptikus eseményeiről, Isten Országának győzelméről, a messianisztikus korról, s végül így fejeződik be:
20. Ezt mondja, a ki ezekről bizonyságot tesz: Bizony hamar eljövök. Ámen, bizony jövel Uram Jézus!
21. A mi Urunk Jézus Krisztusnak kegyelme legyen mindnyájan ti veletek. Ámen.

## Kereszténység
Krisztus második eljövetele valamennyi keresztény hitének központi eleme, de a kereszténység meglehetősen sok felekezetből áll és megannyi különböző elképzeléseik vannak Krisztus visszatéréséről. Csak kevesen merik állítani, hogy ismerik a bibliai forrás jelképeinek és próféciáinak pontos és hiteles jelentését.
Közös szál, hogy Jézusról azt állítják, a világ végén tér vissza és azért, hogy megítélje a világot és megalapítsa a Isten Országát, beteljesítse a messiási próféciák maradékát.
Nem kínálnak egyáltalán dátumot az eljövetel napjára, bár egyes egyházak tagjai találgatásokat fogalmaznak meg arról, hogy hol és mikor fog bekövetkezni. A történelmi egyházak általában nem tartják lényeges kérdésnek, nem esszenciálisan szükséges a megváltás ingyen ajándékának elfogadásához.
Más keresztények szerint Isten hatalma és dicsősége már megmutatkozott Jézus életútjában, szenvedéseiben, keresztre feszítésében és feltámadásában.

### Római katolikusok
A második eljövetel szorosan összefügg Isten országának eljövetelével, de a katolikusoknak nem az időpont keresésében látja a lényeget, hanem a hitben. Az eljövetelt sok imába belefoglalják. Akik viszont az időpontra teszik a hangsúlyt és világvége hangulatot keltenek és vak engedelmességre szólítanak fel, azok csoportját az egyház szektának tartja.

### Ortodox keresztények
Az ortodox keresztények hagyományos nézete szerint a második eljövetel hirtelen megvalósuló és mással összetéveszthetetlen esemény lesz, mint a "villámcsapás".  Azt az általános nézetet vallják, hogy Jézus nem tölt időt a Földön szolgálattal vagy prédikációval, hanem az emberiséget megítélni jön.  Azt tanítják, hogy az Antikrisztus prófétáinak megjelenése közvetlenül a második eljövetel előtt fog megtörténni. Az Ortodox kereszténység tanítása szerint az „ember Fiának” dicsősége megmutatkozik a Szentlélek ajándékban, amely kitöltetett az ortodox egyház tagjaira, így nincs ok egy második eljövetelre. Azt is tartják, hogy a γενεά (kor, generáció) szó alatt a jelenlegi időszakot kell érteni, míg helyre nem áll az Isten országa. Elkülönítve ezáltal a helyreállítás idejét.

### Metodisták
A metodisták vallják, hogy Krisztus újra eljön, hogy ítélkezzen élők és holtak felett.
Kevésbé összpontosítanak viszont a második eljövetelére, mivel az erősen spekulatív jellegű lehet. Ehelyett inkább az első, palesztinai eljövetelének tanításaira helyezik a hangsúlyt.

### Hetednapi adventisták
Az adventisták hite szorosan összefügg a Jézus Krisztus eljövetelével, hiszen nevükben is benne van az advent szó. Jézus eljövetelét közelinek vallják, de nem mondanak dátumot. Szerintük az eljövetelt megelőzik a Máté evangéliuma 24 fejezetében leírt események, amelyeknek Krisztus elövetele előtt meg kell történniük.
Az eljövetel nem lesz lelki, vagy titkos, hanem ahogy a Jelenések 1:7 mondja, minden szem meg fogja látni Jézust. Hasonlatosképpen Jézus eljövetele hangos lesz, vagyis trombita fog szólni és angyalok sokaságában jelenik meg. A halottak feltámadnak megdicsőült testben. Az angyalaival együtt Jézus a felhőkön jön el, de nem száll le a földre, hanem mindazok akik az Úrban haltak meg, elragadtatnak a levegőbe Krisztushoz az élő igazakkal együtt. Krisztus az igazakkal együtt visszamegy a mennybe ezer esztendeig. Ott az előkészített Új Jeruzsálem várja a szenteket, amely a millennium után le fog szállani a földre. A gonoszok feltámadnak millenium után és megtámadják Sátánnal együtt az Új Jeruzsálemet, de tűz fog leszállani az égből, amely megemészti őket és megégeti a földet. Isten ezután mindent újjá teremt és az igazak boldogan fognak élni egy örökkévalóságon át.

### Jehova Tanúi
Jehova tanúi szerint különbség van az eljövetel és a jelenlét között. Ezért míg valakinek az eljövetele (a megérkezés vagy visszaérkezés) bizonyos időpontban történik, addig a jelenléte többéves időszakot is magában foglalhat. A görög erʹkho·mai (jelentése: ’megjön’) szót a Biblia azzal összefüggésben is használja, hogy Jézus egy meghatározott időben a jelenléte idején egy fontos feladatra fordítja figyelmét, éspedig arra, amit Jehova ítélet-végrehajtójaként a mindenható Isten nagy napjának háborújában kell elvégeznie. Ahhoz, hogy Jézus eljöjjön, nem kell fizikailag helyet változtatnia. Abban az értelemben jön el, hogy az emberiségre vagy a követőire fordítja a figyelmét, gyakran ítélkezés céljából. Amikor 1914-ben ’eljött’, megkezdődött a jelenléte mint trónra emelt Királyé. 1914 és 1918 között a szövetség követeként ’jött el’, és ítélkezni kezdett azok fölött, akik állításuk szerint Jehovát szolgálták. Armageddonkor azért ’jön el’, hogy végrehajtsa az ítéletet Jehova ellenségein.
Nem csak ítélkezni jön el Jézus, hanem megalapítani, Armageddon után, az 1000 évig tartó Messiási Királyságot, ami előtt megkötözi a Sátánt 1000 évre. A feltámadott igazak, és az Armageddont túlélők felett fog majd uralkodni 144 ezer földről megvásárolt, szellemi életre feltámadt, ún. felkent hívővel. Az ezer év végén a sátán újra el lesz engedve egy rövid időre hogy próbára tegye a már Jezus által tökéletességre jutott embereket. Sokan a sátán mellé állnak, és megtámadják a Szent várost, Jeruzsálemet. Ők a sátánnal együtt a tűznek tavába lesznek vetve, valamint azok is, akik ebben az időben az itêletnapjára támadnak fel, a pokollal, és a halállal együtt a tűznek tavába kerülnek, ami a második halál, nincs belőle feltámadás többé. Végül az Isten sátora az emberekkel lesz, egység lesz a menny és a föld között, mindörökre.

### Mormonok
A mormonok legnagyobb felekezetének, az Utolsó Napok Szentjeinek Jézus Krisztus Egyházának tanai azt mondják, hogy Krisztus vissza fog térni, ahogyan azt a Biblia is kijelenti. Azt is tanítják
Amikor a Szabadító újra eljön, hatalommal és dicsőséggel fog eljönni, hogy a Földet az Ő királyságává tegye. Második eljövetele egyben a millennium kezdetét is jelenti. A második eljövetel a gonoszok számára félelmetes, gyászos időszak lesz, de az igazak számára a megváltás napja.
Az Utolsó Napok Szentjeinek Jézus Krisztus Egyháza és vezetői nem tesznek jóslatot a második eljövetel tényleges időpontjáról. Amikor Jézus újra eljön, hatalommal és nagy dicsőséggel fog eljönni. Meg fogja ítélni az embereket és elválasztja az igazakat a gonoszoktól. A gonoszok elpusztulnak és a földet tűz fogja megtisztítani.

## Iszlám
Az iszlámban megkövetelik a Jézusba, mint Isten küldöttébe vetett hitet. A muszlimok azonban nem ismerik el Jézust Isten Fiának, hanem prófétának tekintik. 
Az iszlám fővonala számára élő Jézus visszatérésének képzete. Jézus nem halt meg, hanem Isten (Allah) felemelte a Mennybe, ahol arra várakozik, hogy újra leereszkedhessen az utolsó napokban a korrupció és fajtalankodás elburjánzásába. Harcot fog viselni egy hamis messiás ellen, akit Daddzsálnak neveznek. Mint minden más próféta is, Jézus is rendelkezik igazságosok seregével; a harcban pedig megtévesztik a Daddzsált és a korruptakból és bajkeverőkből álló seregét. Ezután az egész emberiséget az Iszlámba hívja.

## Ezoterikus nézetek
Az ezoterikus keresztény és a new age mozgalom követői is gyakran hisznek Jézus egy második eljövetelében. Több tanításukat az esszenek és a rózsakeresztesek alakították ki; különbséget tesznek Jézus az ember és Krisztus az igaz természet között. Jézust olyan embernek tekintik, mint aki beavatott az ezotéria praktikáiba; jól ismeri az emberi élet hullámzását. Erre a tapasztalatra gyermekkorában az esszenektől és/vagy többszöri újjászületések során jutott el. Felismerte adottságait, tehetségét és azt a becsületes emberek javára használta föl. Feltételezik, hogy nagy spirituális és éteri erővel rendelkezett, azaz magas volt az „életerő vibrációja”. Úgy tartják, hogy Jézus megkeresztelésekor jött le a Krisztus, aki ezzel megkezdte a fizikai szolgálatát. Krisztus a leghatalmasabb spirituális lények egyike, akiket arkangyaloknak neveznek. A Jézus (ember) és a Krisztus (szellem) egyesülése az egyik isteni tulajdonságot jelenti.
A nyugati ezoterikus hagyományban megkülönböztetnek „Kozmikus Krisztust” („Betöltetlen Krisztus” (Christ Without)) és „Betöltetett Krisztust”(Christ Within vagy Belső Krisztus). A Kozmikus Krisztus a Föld kormányzója, aki minden egyes embert segít, hogy a Betöltetett Krisztussá alakulhasson. Megkülönböztetik a lelket, szellemet és testet. Az esküvői arany ruhát (Máté 22:2,11) a lelki testtel azonosnak tekintik.
A Belső Krisztus az igazi megmentője az emberiségnek, így őneki kell újjászületnie és méghozzá minden egyes emberben (Galata 4:19). Így tud az emberiség az Hatodik Epoch-kor felé haladni. A hatodik epoch-kor alatt azt értik, amikor a „gyökérfajzat” (root race) nemzetsége – akik betöltötték a krisztust – el fog szaporodni az Éteri Földön. Ez lesz az új ég és új föld, melyről a 2 Péter 3:7,17 beszélt, amelyet Új Gallilea néven is emlegetnek.
A második advent során Krisztus nem fizikai testben fog eljönni – 1 Kor 15:50 és János 18:36 alapján. Ez az új lelki test a „föld éteri rétegeiben” fog megszületni – 2 Kor 5:1-3, Fil 3:20-21, Máté 24:30, 1 Thess 4:17, ApCsel 1:10-11, 1 János 3:2 alapján. A megszületésének pontos ideje a Bibliában van leírva és nincs benne az „emberiség kollektív tudatában” – Máté 24:36, 24:23-27 alapján. A nyugati ezoterikusok úgy vélik, hogy az eljövetelt meg fogja előzni egy átmeneti korszak, amikor a Nap pontosan belép a Vízöntő csillagképbe; ezt hívják a Vízöntő Korszakának (Age of Aquarius).

## Az amerikai politikában
A fundamentalista keresztény csoportok komoly politikai erőt képeznek az amerikai politikai életben. Elsősorban a Republikánus Pártban van befolyásuk, meghatároznak országos politikai döntéseket. Befolyásuk lehet nemzetközi szinten is A fundamentalista keresztények többsége a diszpenzacionalista és a Bibliát szó szerinti olvasatát vallja. Így azt vallják, hogy a zsidó államnak helyre kell állnia, mielőtt a második eljövetel megkezdődhetne; a zsidóknak vissza kell szerezniük a bibliai idők Szamária és Júdea területeit mielőtt a világ vége bekövetkezhetne. Ezért támogatják Izrael a szomszédaival szembeni agresszív lépéseit a Szent Földön. A keresztény cionizmus neves szónokai, mint Tim LaHaye, Jerry Jenkins, Pat Robertson és Hal Lindsey hevesen terjesztik ezeket a nézeteket.
A keresztény világ nagy része úgy Európában, mint Amerikában elutasítja a diszpenzacionalista nézeteket. Sem a katolikus- sem az anglikán egyház nem tartja érvényes hitrendszernek. Magyarországon a Hit gyülekezete viszont hasonló elveket vall